# Vodní mlýn (Doubravník)
Doubravnický mlýn v Doubravníku v okrese Brno-venkov je vodní mlýn, který stojí na řece Svratce na samotě severně od obce. Je chráněn jako nemovitá kulturní památka České republiky.

## Historie
Mlýn byl zaznamenán roku 1787 při jeho koupi Jakubem Mazáčem od hraběte Josefa Stockhammera za 1340 zlatých. Původně dřevěný mlýn byl v roce 1813 přestavěn na zděný s využitím základů u strouhy. V roce 1941 zavedl mlynář Oldřich Musil turbínu.

## Popis
Mlýnice a dům jsou pod jednou střechou, ale dispozičně oddělené. Zděná jednopatrová stavba má mansardovou střechu. Na jižním štítě je obnovený nápis s datací, který v roce 1965 restauroval akademický malíř Jindřich Stolař, druhý nápis na štítě směrem k silnici se nedochoval.
Voda na vodní kolo vedla náhonem. K roku 1930 je u mlýna uváděna pily, která později zanikla. V témže roce měl mlýn 2 kola na spodní vodu (spád 1,7 m, výkon 6,90 HP). Turbína zavedená roku 1941 byla funkční ještě v roce 2004.